# Moutarde azotée

La structure typique d'une moutarde azotée

Les moutardes azotées sont des agents alkylants utilisés dans le traitement d'un certain nombre de cancers.
Elles dérivent du gaz moutarde par le remplacement de l'atome de soufre de cette molécule par un groupement azoté isostère. Les deux chaînes chloroéthyles sont communes à cette classe d'anticancéreux.
L'alkylation se déroule en trois étapes :
- cyclisation intramoléculaire d'une des deux chaînes chloroéthyle avec libération d'un ion chlorure ;
- l'ion aziridinium (ou éthylène imonium) formé est très instable. Il se transforme en ion carbonium hautement réactif ;
- ce dernier se fixe sur l'ADN avec une prédilection pour les résidus guanine en position 7. La liaison ainsi formée est très stable.

La deuxième chaîne chloroéthyle peut également se fixer sur l'ADN pour former un pont intrabrin ou interbrin.
Différentes moutardes à l'azote :
- Chlorméthine
- Chlorambucil
- Melphalan
- Cyclophosphamide
- Ifosfamide
- Estramustine
- Prednimustine

## Source
- Jacques Legheand, Mécanismes d'action des agents anticancéreux, dans Lyon Pharmaceutique, 1979, p. 371-385